# Nemrut (wulkan)
Nemrut (tur. Nemrut Dağı) – drzemiący wulkan; jedyny we wschodniej Turcji aktywny w czasach historycznych – ostatnia potwierdzona erupcja w roku 1650. Zaliczany do stratowulkanów.
Kaldera wznosi się na wysokość 2948 m n.p.m. i mierzy 7200 m średnicy, co daje jej pierwszeństwo we wschodniej Turcji. W środku krateru znajduje się 5 jezior. Wulkan podzielił pierwotne zlewisko rzeki Mus na dwie części w konsekwencji doprowadzając do powstania największego jeziora Turcji – Wan.

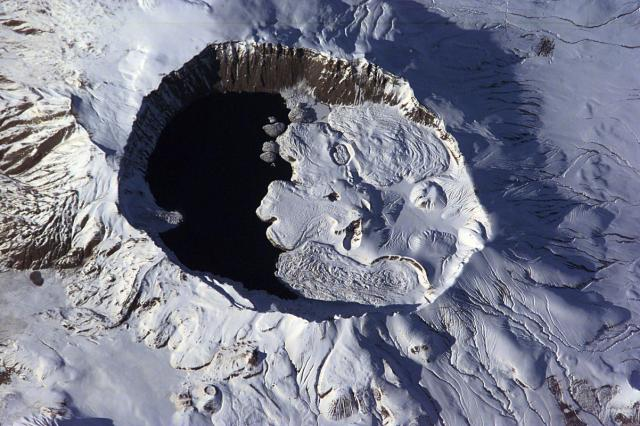
Krater wulkanu Nemrut